# Larhon
Der Larhon (französisch: Ruisseau du Larhon) ist ein Fluss im Westen von Frankreich, der überwiegend im Département Côtes-d’Armor der Region Bretagne westlich der Stadt Rennes verläuft. Erst im Unterlauf bildet er die Grenze zum benachbarten Département Morbihan, das in derselben Region liegt.

## Geografie

### Verlauf
Der Larhon entspringt unter dem Namen Ruisseau de la Bellière im Gemeindegebiet von La Motte, verläuft generell Richtung Südsüdwest und mündet nach insgesamt rund 19 Kilometern an der Gemeindegrenze von Saint-Maudan und Rohan, die gleichzeitig auch die Départementsgrenze darstellt, als linker Nebenfluss in den Oust, der hier Teil des Schifffahrtskanals Canal de Nantes à Brest ist. Auf seinem Weg durchquert der Larhon zunächst den Staatsforst Forêt Domaniale de Loudéac, quert die Autobahn-ähnlich ausgebaute Nationalstraße 164 und wird am Rande der Kleinstadt Loudéac zu einem See aufgestaut, der als Freizeitzentrum genutzt wird.

### Orte am Fluss
(Reihenfolge in Fließrichtung)
- Le Longuet, Gemeinde La Motte
- Truguez, Gemeinde Loudéac
- Saint-Guillaume, Gemeinde Loudéac
- Bodin, Gemeinde Loudéac
- Le Larhon, Gemeinde Loudéac
- La Ville Guimard, Gemeinde Saint-Barnabé
- Trohelleuc, Gemeinde Loudéac
- Bomel, Gemeinde Saint-Maudan
- Brangolo, Gemeinde Rohan
- Bain, Gemeinde Saint-Maudan
- Saint-Samson, Gemeinde Rohan